# Alzira
Pour les articles homonymes, voir Alzira.
Alzira, en valencien et officiellement, (Alcira en castillan), est une commune de la province de Valence, dans la Communauté valencienne, en Espagne. Elle est située dans la comarque de la Ribera Alta et dans la zone à prédominance linguistique valencienne. Sa population s'élevait à 44 788 habitants en 2013.

## Étymologie
Le toponyme Alzira vient de l’arabe الجزيرة (al-ǧazīra), « l’île », dérivé de جزيرة شقر (ǧazīrat šuqar), littéralement « l’île de Júcar »,.

## Géographie

Localisation d'Alzira
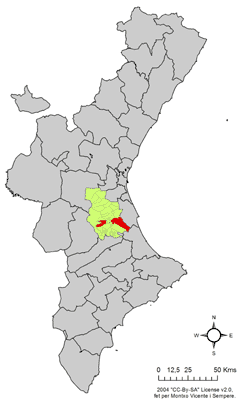
dans la Communauté valencienne.
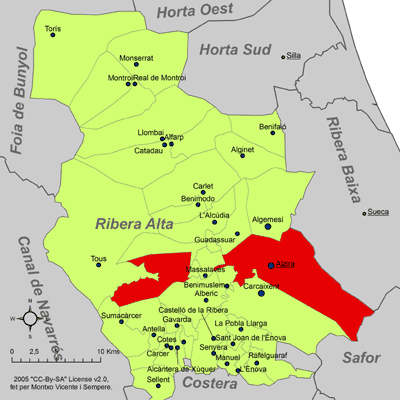
dans la comarque de la Ribera Alta.

Alzira est située au bord du fleuve Júcar. Elle est entourée par un ensemble de montagnes et vallées dont les sites naturels la Murta et le Casella.

### Localités limitrophes
Le territoire communal d'Alzira est voisin de celui des communes suivantes :
Alberic, Algemesí, Antella, Benifairó de la Valldigna, Benimodo, Benimuslem, Carcaixent, Corbera, Favara, Guadassuar, Llaurí, Massalavés, Polinyà de Xúquer, Simat de la Valldigna, Sumacàrcer, Tavernes de la Valldigna et Tous, toutes situées dans la province de Valence.

## Administration
Liste des maires, depuis les premières élections démocratiques.
| Législature | Nom du Maire                       | Parti politique                  |
| ----------- | ---------------------------------- | -------------------------------- |
| 1979-1983   | Francisco José Blasco Castany      | PSPV-PSOE                        |
| 1983-1987   | Francisco José Blasco Castany      | PSPV-PSOE                        |
| 1987-1991   | Francisco José Blasco Castany      | PSPV-PSOE                        |
| 1991-1995   | Fcº Blasco Cast. / Pedro Grande D. | PSPV-PSOE motion de censure 1992 |
| 1995-1999   | Alfredo Javier Garés Núñez         | UV                               |
| 1999-2003   | Pedro Grande Diago                 | PSPV-PSOE                        |
| 2003-2007   | Elena María Bastidas Bono          | PP                               |
| 2007-2011   | Elena María Bastidas Bono          | PP                               |
| 2011-       | Elena María Bastidas Bono          | PP                               |

## Sites et monuments

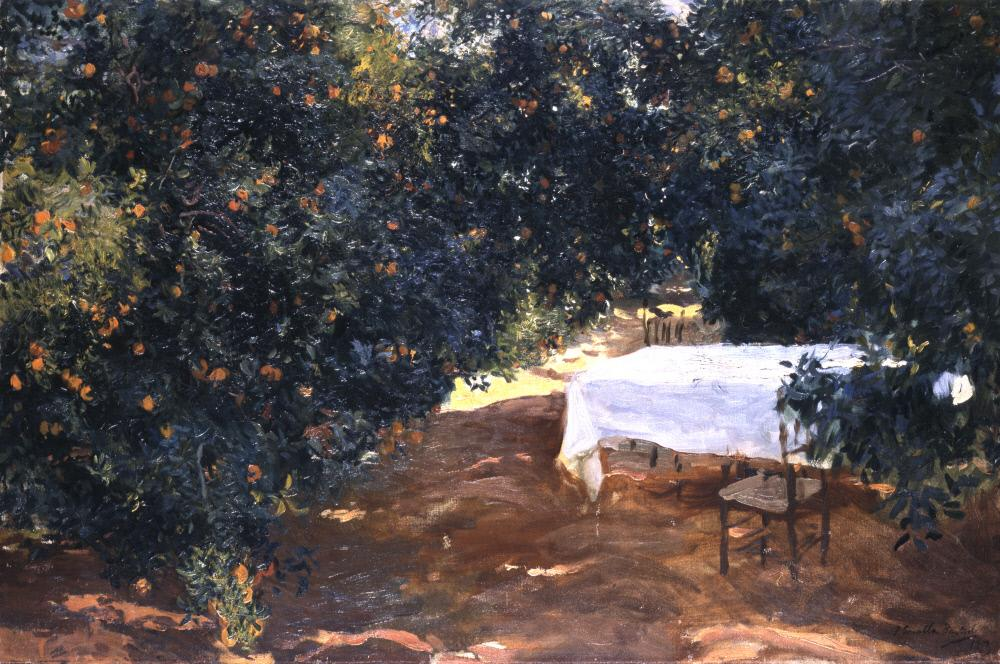
Le Sentier de l'orangeraie, Alzira
Joaquín Sorolla, 1903
The Hispanic Society of America, New York

- Site archéologique de l'âge du bronze : Muntanya Assolada
- Monastère de la Murta
- Route des Monastères de Valence

## Personnalités d'Alzira
- Elisa Ramirez (Alzira, 1943), actrice.
- Ibn Khafadja (ابن خفاجة ), poète andalou.
- Ibn Al Zaqqaq (Alzira, 1096-1135), poète andalou.
- Abu Bakr Ibn Sufyan Al-Majzumi, poète andalou.
- Ibn Tumlus (Alzira, 1164 - 1223), médecin et philosophe andalou.
- Ibn Amira (Alzira, 1186 - Tunisie, 1251), historien, poète et juriste andalou.
- Adrián Campos (Alzira, 1960), ex-pilote automobile, entrepreneur sportif.
- Álex Gadea (Alzira, 1983), acteur.
- Jaime Servera (1650-1722), philosophe.

### Sources
- (es) Cet article est partiellement ou en totalité issu de l’article de Wikipédia en espagnol intitulé « Alcira » (voir la liste des auteurs).
- (es) Varaciones de los municipios de España desde 1842, Ministerio de administraciones públicas, octobre 2008, 364 p. (lire en ligne) [PDF]